# Charles Marie Bouton

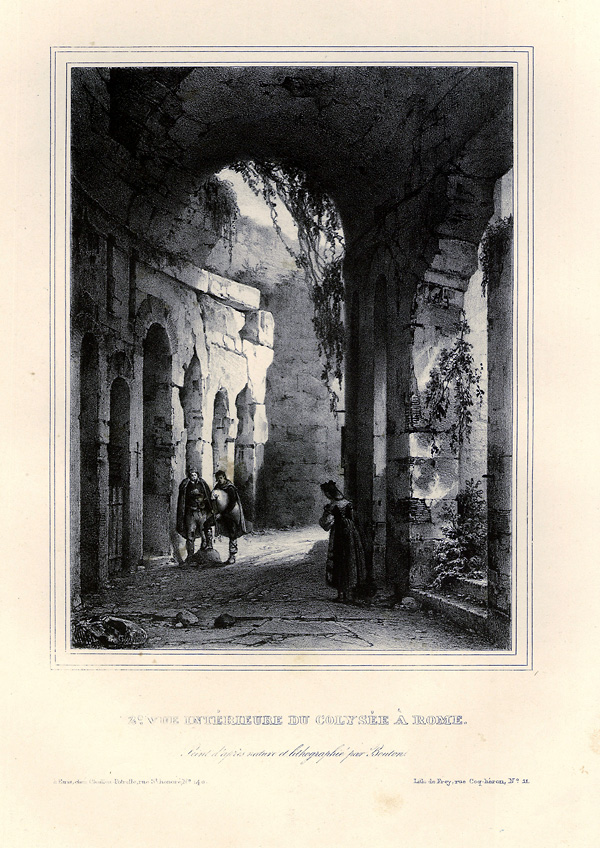
Bouton: Colosseum

Charles Marie Bouton (* 16. Mai 1781 in Paris; † 28. Juni 1853 in Paris) war ein französischer Maler und Lithograf.

## Leben und Wirken

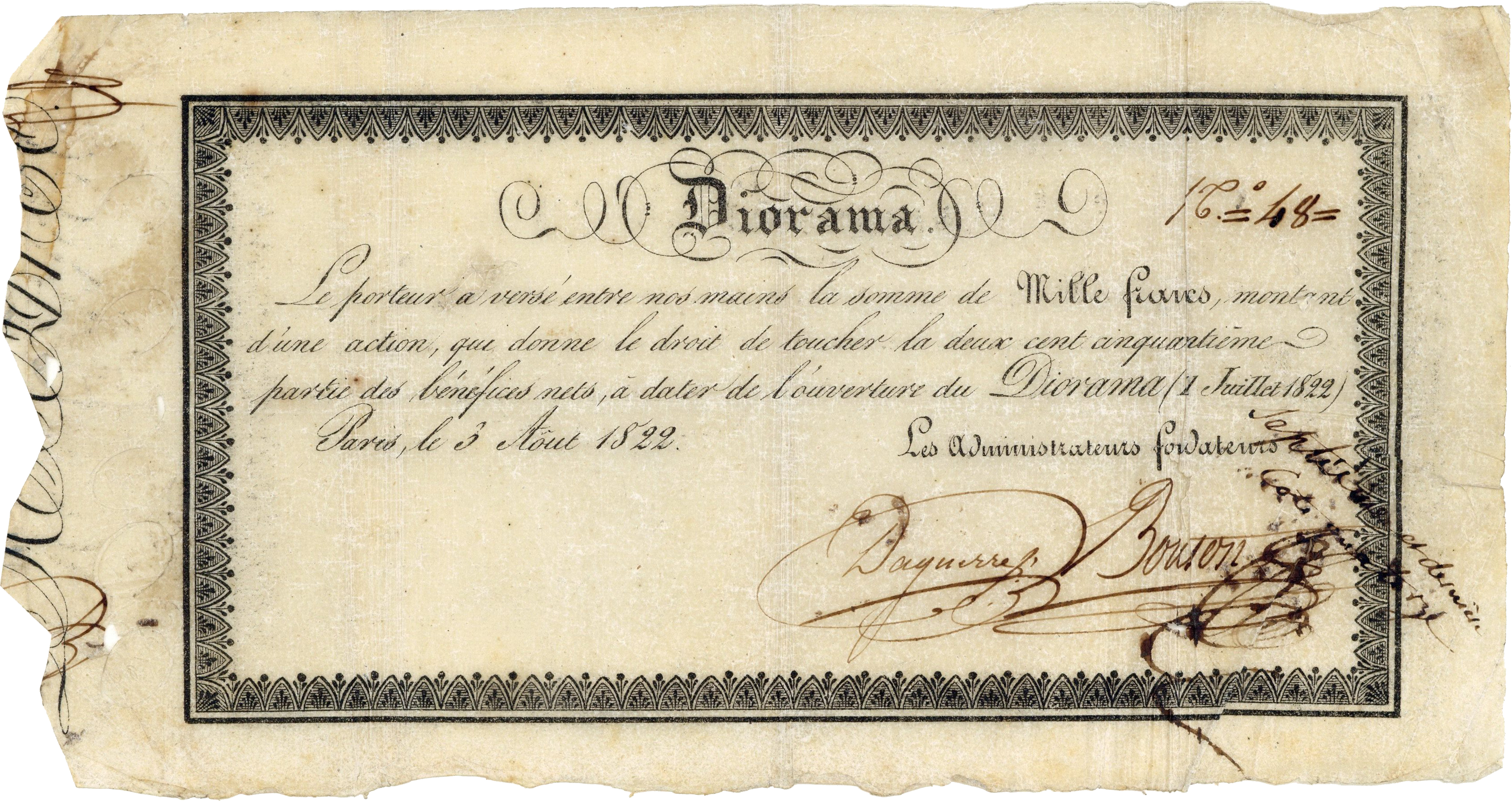
Aktie der Société d’exploitation du Diorama de Paris über 1000 Francs, ausgegeben am 3. August 1822, im Original unterschrieben von den beiden Erfindern und Gründungsvorständen Charles Marie Bouton und Louis Daguerre

Bouton war ein Schüler von Jacques-Louis David und Jean-Victor Bertin. Durch Architekturstücke und Ruinenansichten, zum Beispiel vom Kolosseum („Six Vues intérieures du Colysée“) in Rom, sowie durch Innenansichten von Kirchen, die Bouton auch lithographierte, wurde er einem breiteren Publikum bekannt. Geschätzt wurden seine geschickt gewählte Perspektive und die arrangierte Verteilung von Licht und Schatten, die mit beliebten Staffagefiguren zu effektvoll inszenierten Szenen führten.
Mit Louis Daguerre erfand Bouton das Diorama. Diese Lichteffekttheater wurde erstmals am 11. Juni 1822 in der Pariser Rue Sanson (heute rue de la Douane, 10. Arrondissement) der Öffentlichkeit vorgestellt. Die Szenerie der beiden Gemälde im Format 14 × 22 m wurden von einem Sprecher erklärt und zusätzlich mit Geräuschen untermalt. Ein gespanntes Publikum verfolgte die 10- bis 15-minütigen Vorstellungen. Im Jahr 1830 kündigte Bouton die Partnerschaft auf und zog nach London.

## Werke (Auswahl)
Bouton schuf Ansichten zahlreicher Kirchen, unter anderem der Kathedrale von Chartres und der Pariser Kirchen St-Roch und St-Étienne-du-Mont, die teilweise für die Dioramen Verwendung fanden.
- 1822 ?: La Chapelle de la Trinité dans l’Église de Canterbury, Diorama
- 1823 ?: Cathédrale de Chartres, Diorama
- 1825 ?: Ville de Rouen, Diorama
- 1825 ?: Environs de Paris, Saint-Cloud, Diorama
- 1828 ?: Vue de Venise, Diorama
- ??? ?: Camp-Santo, Pisa, Diorama
- ??? ?: Personnage lisant dans une ruine gothique, Öl auf Leinwand, 34,5 × 24,5 cm, Rouen, Musée des Beaux-Arts